# Tour du Millénaire

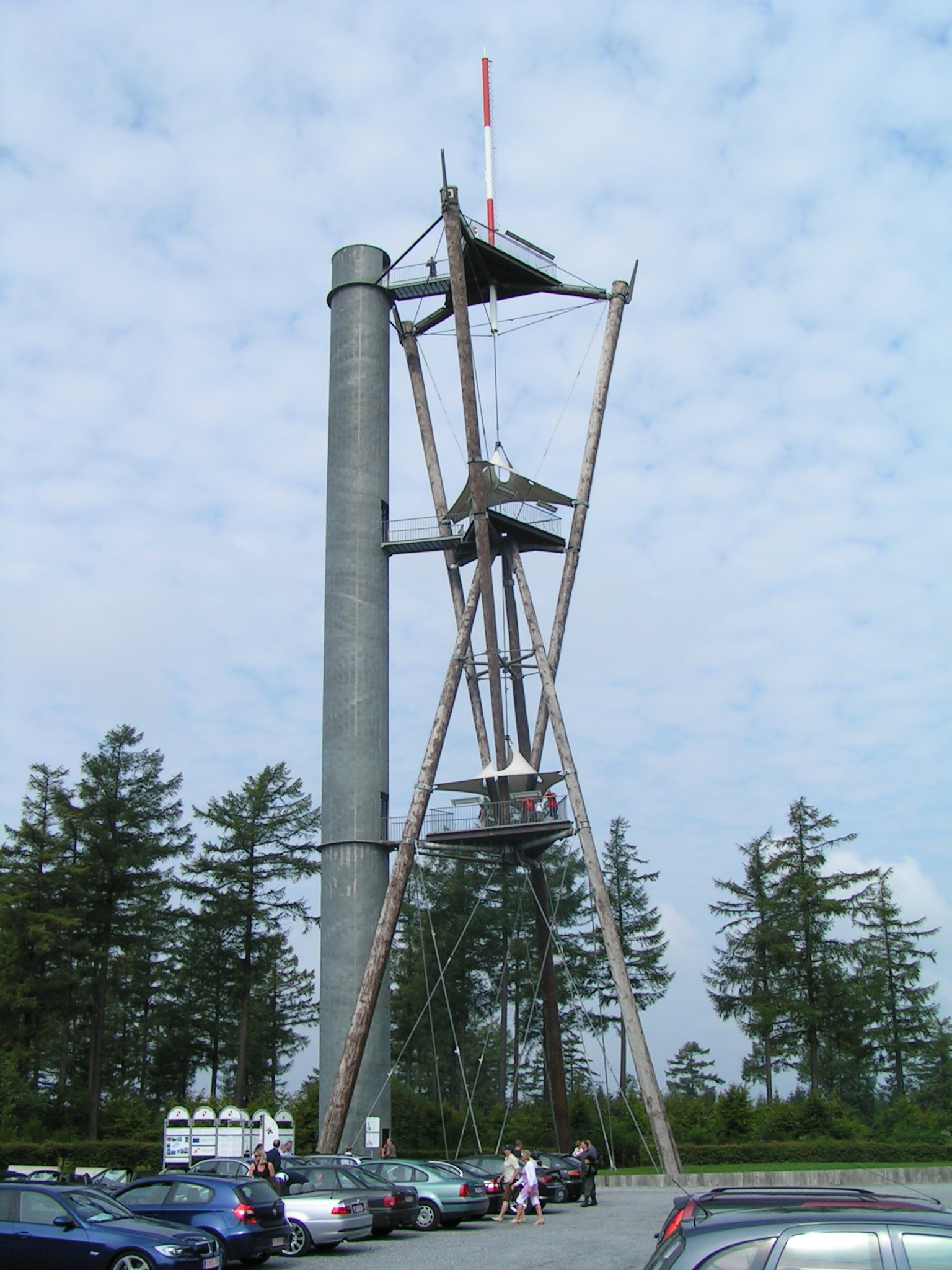
Tour du Millénaire (2007)

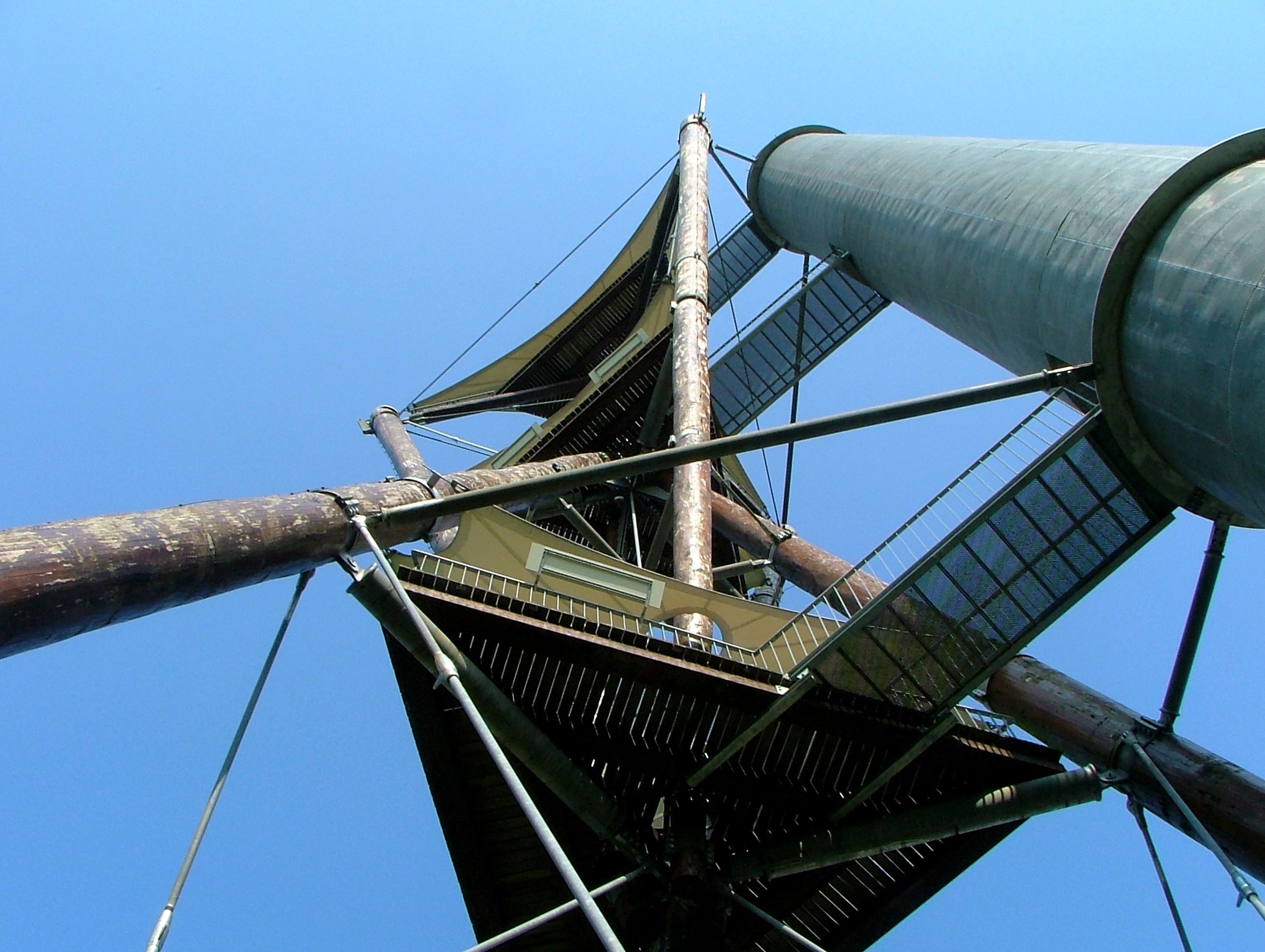
Tour du Millénaire (2004)

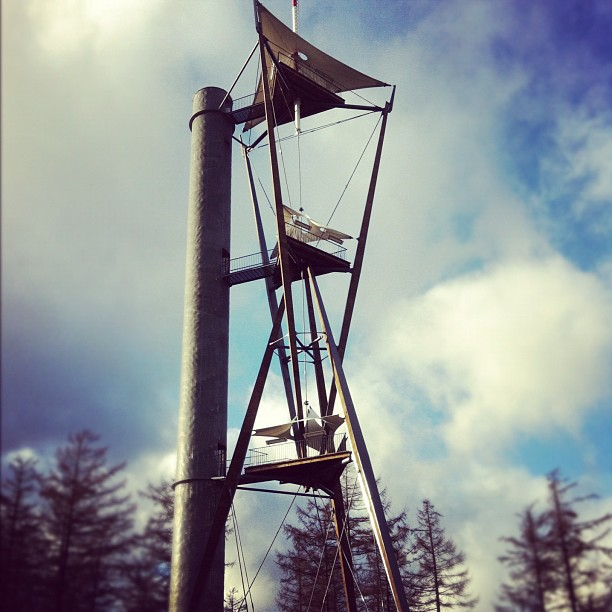
Tour du Millénaire (2012)

Die Tour du Millénaire ist ein 60 m hoher Aussichtsturm in der Nähe von Gedinne in Belgien.
Der Turm steht auf der Croix-Scaille, einem bewaldeten Plateau, das mit 503 m Höhe zu den höchsten Erhebungen der Ardennen zählt.
Der Turm wurde im Jahr 2001 errichtet. Die Baukosten beliefen sich auf 625.000 Euro. Die Hälfte davon bezahlte die Wallonie, 40 % wurden von der Europäischen Union getragen, die restlichen 10 % steuerte die Gemeinde Gedinne aus kommunalen Geldern bei.
Der Turm besteht aus einem ungewöhnlich gestalteten Gerüst, das ursprünglich aus Stämmen der heimischen Douglasfichte aufgebaut war und heute aus Stahlträgern besteht. Daneben befindet sich ein zylindrischer Treppenschacht aus Stahl mit einer Höhe von 47,6 m. Aussichtsplattformen befinden sich auf den Höhen von 15, 30 und 45 m.
Am 7. Juli 2008 wurde der Turm demontiert, nachdem die Holzstämme verfault waren. Im Jahr 2012 wurde der Turm mit Stahlträgern wieder aufgebaut und ist seit 5. Juli desselben Jahres wieder zugänglich.